# President's Cup 2025 - Doppio maschile
Il doppio maschile del torneo di tennis professionistico President's Cup 2025, facente parte della categoria Challenger 50 nell'ambito dell'ATP Challenger Tour 2025, si è giocato dal 28 luglio al 3 agosto a Astana, in Kazakistan. Tra le coppie partecipanti erano assenti Egor Agafonov e Ilia Simakin, i detentori del titolo.
In finale Taisei Ichikawa e Kokoro Isomura hanno sconfitto Francis Casey Alcantara e Park Ui-sung con il punteggio di 7–5, 2–6, [10–5].

## Teste di serie
1. Francis Casey Alcantara /  Park Ui-sung (finale)
2. Yusuke Kusuhara /  Shunsuke Nakagawa (semifinali)

1. Taisei Ichikawa /  Kokoro Isomura (campioni)
2. Luca Castelnuovo /  Clément Chidekh (semifinali)

## Wildcard
1. Ivan Denisov /  Amir Omarkhanov (primo turno)

1. Michal Krajči /  Zangar Nurlanuly (quarti di finale)

## Tabellone

### Legenda
| - Q = Qualificato - WC = Wild card - LL = Lucky loser | - ALT = Alternate - SE = Special Exempt - PR = Protected Ranking | - w/o = Walkover - r = Ritirato - d = Squalificato |

|  | Primo turno | Primo turno                 | Primo turno                 | Primo turno | Primo turno |  |  | Quarti di finale | Quarti di finale        | Quarti di finale        | Quarti di finale        | Quarti di finale        |   |     | Semifinali | Semifinali                           | Semifinali            | Semifinali                     | Semifinali |   |      | Finale | Finale | Finale | Finale | Finale |  |
|  |             |                             |                             |             |             |  |  |                  |                         |                         |                         |                         |   |     |            |                                      |                       |                                |            |   |      |        |        |        |        |        |  |
|  | 1           | FC Alcantara U-s Park       | FC Alcantara U-s Park       | 6           | 6           |  |  |                  |                         |                         |                         |                         |   |     |            |                                      |                       |                                |            |   |      |        |        |        |        |        |  |
|  | WC          | I Denisov A Omarkhanov      | I Denisov A Omarkhanov      | 2           | 2           |  |  | 1                | FC Alcantara U-s Park   | FC Alcantara U-s Park   | FC Alcantara U-s Park   | w/o                     |   |     |            |                                      |                       |                                |            |   |      |        |        |        |        |        |  |
|  |             | W-b Shin P Somani           | W-b Shin P Somani           | 6           | 6           |  |  |                  | W-b Shin P Somani       | W-b Shin P Somani       | W-b Shin P Somani       |                         |   |     |            |                                      |                       |                                |            |   |      |        |        |        |        |        |  |
|  |             | A Bakshi Z Tkemaladze       | A Bakshi Z Tkemaladze       | 4           | 4           |  |  |                  |                         |                         |                         |                         |   |     | 1          | FC Alcantara U-s Park                | FC Alcantara U-s Park | 6                              | 6          |   |      |        |        |        |        |        |  |
|  | 4           | L Castelnuovo C Chidekh     | L Castelnuovo C Chidekh     | 6           | 7           |  |  |                  |                         | 4                       | L Castelnuovo C Chidekh | L Castelnuovo C Chidekh | 3 | 3   |            |                                      |                       |                                |            |   |      |        |        |        |        |        |  |
|  |             | E Arutiunian P Bar Biryukov | E Arutiunian P Bar Biryukov | 2           | 5           |  |  | 4                | L Castelnuovo C Chidekh | L Castelnuovo C Chidekh | 6                       | 6                       |   |     |            |                                      |                       |                                |            |   |      |        |        |        |        |        |  |
|  |             | I Gakhov D Golubev          | I Gakhov D Golubev          | 5           | 4           |  |  |                  | A Binda K Tamm          | A Binda K Tamm          | 2                       | 4                       |   |     |            |                                      |                       |                                |            |   |      |        |        |        |        |        |  |
|  |             | A Binda K Tamm              | A Binda K Tamm              | 7           | 6           |  |  |                  |                         |                         |                         |                         |   |     | 1          | Francis Casey Alcantara Park Ui-sung | 5                     | 6                              | [5]        |   |      |        |        |        |        |        |  |
|  |             | O Pieczkowski K Singh       | O Pieczkowski K Singh       | 4           | 1           |  |  |                  |                         |                         |                         |                         |   |     |            |                                      | 3                     | Taisei Ichikawa Kokoro Isomura | 7          | 2 | [10] |        |        |        |        |        |  |
|  | WC          | M Krajči Z Nurlanuly        | M Krajči Z Nurlanuly        | 6           | 6           |  |  | WC               | M Krajči Z Nurlanuly    | M Krajči Z Nurlanuly    | 2                       | 3                       |   |     |            |                                      |                       |                                |            |   |      |        |        |        |        |        |  |
|  |             | A Lobanov S-h Shin          | A Lobanov S-h Shin          | 2           | 5           |  |  | 3                | T Ichikawa K Isomura    | T Ichikawa K Isomura    | 6                       | 6                       |   |     |            |                                      |                       |                                |            |   |      |        |        |        |        |        |  |
|  | 3           | T Ichikawa K Isomura        | T Ichikawa K Isomura        | 6           | 7           |  |  |                  |                         |                         |                         |                         |   |     | 3          | T Ichikawa K Isomura                 | 3                     | 6                              | [10]       |   |      |        |        |        |        |        |  |
|  |             | G Lomakin E Winter          | G Lomakin E Winter          | 6           | 7           |  |  |                  |                         | 2                       | Y Kusuhara S Nakagawa   | 6                       | 3 | [5] |            |                                      |                       |                                |            |   |      |        |        |        |        |        |  |
|  |             | M Jones S Purtseladze       | M Jones S Purtseladze       | 3           | 61          |  |  |                  | G Lomakin E Winter      | 4                       | 6                       | [4]                     |   |     |            |                                      |                       |                                |            |   |      |        |        |        |        |        |  |
|  |             | M Bouzige SKR Ganta         | M Bouzige SKR Ganta         | 2           | 4           |  |  | 2                | Y Kusuhara S Nakagawa   | 6                       | 4                       | [10]                    |   |     |            |                                      |                       |                                |            |   |      |        |        |        |        |        |  |
|  | 2           | Y Kusuhara S Nakagawa       | Y Kusuhara S Nakagawa       | 6           | 6           |  |  |                  |                         |                         |                         |                         |   |     |            |                                      |                       |                                |            |   |      |        |        |        |        |        |  |